# Rio Uehara
Rio Uehara (上原理生, Rio Uehara, né le 29 octobre 1986, à Saitama, Japon) est un acteur et chanteur baryton japonais.

## Biographie
Rio Uehara est diplômé de l'Université des Arts de Tokyo, en faculté de Musique. Sur cette période, il suit les cours du célèbre metteur en scène Shūichirō Koike. Alors qu'il est encore étudiant à l'université, il joue dans des opéras et des opérettes tels que Don Giovanni, Gianni Schicchi et Die Fledermaus. Il intègre en parallèle les chœurs de la chanteuse soprano Yumiko Samejima.
Après avoir obtenu son diplôme, il reçoit le prix Doseikai de l'Université des arts de Tokyo et le prix Acanthus.
Son premier rôle officiel est celui d'Enjolras dans Les Misérables (2011). Sa performance est largement saluée par la critique et lance sa carrière.
Par la suite, il retrouve son ancien professeur Shūichirō Koike dans diverses productions Tōhō telles que Roméo et Juliette ou 1789 : Les Amants de la Bastille.

## Scénographie partielle
- 2011 / 2013 / 2015 / 2017  : Les Misérables : Enjolras
- 2011 : Roméo et Juliette : Tybalt Capulet
- 2012 / 2014 / 2017 : Miss Saigon : John
- 2014 : Chinu's Oath : Shishimaru
- 2014 : La légende de Kaguya : Momoi/Momose
- 2014 : Miss Saigon : John
- 2014 : Les deux gentilshommes de Vérone : Egramo
- 2015 : « HEADS UP! » : Roppe Kujo
- 2016 / 2018 : 1789 : Les Amants de la Bastille : Danton
- 2016 : Les Trois Mousquetaires : Aramis
- 2017 : The Scarlet Pimpernel : Robespierre / Prince de Galles
- 2018 : Nippon Men and Women Disturbance : Yota Seno
- 2018 : Piaf : Bruno
- 2019 : Yves Saint Laurent : Pierre Berger
- 2019 / 2021 : Les Misérables : Javert
- 2020 : TRUMP ~ Black World (Sunshine édition) : Noct / Bernard
- 2021 : Marie-Antoinette : le Duc d'Orléans
- 2022 : Fist of North Star : Rei Juza
- 2023 : Ikiru : Le romancier
- 2024 : Isabeau : Charles VI
- 2024 : Sweeney Todd : le Juge Turpin
- 2025 : Madame Butterfly : Pinkerton